# Project A-ko
Project A-ko è un film d'animazione del 1986 diretto da Katsuhiko Nishijima.
Il film, primo di una serie comprensiva di 4 lungometraggi e di 2 OAV, è un misto di fantascienza, azione, commedia ed elementi parodistici e prende il nome dalla protagonista, Eiko Magami (il cui nome giapponese, pronunciato con un accento inglese, diventa A-ko). In Italia il film è stato distribuito su VHS dalla Polygram Video con un divieto ai minori di 14 anni.

## Trama
Una stazione spaziale orbitante intorno alla Terra viene colpita e distrutta da un meteorite, il quale in seguito all'impatto sul suolo terrestre causa un enorme cratere devastando un'ampia area abitata.
Sedici anni dopo, grazie alle moderne tecnologie, l'area interna al cratere è stata ripopolata ed è diventata sede della città più tecnologicamente avanzata al mondo: Graviton City. A-ko è una studentessa della scuola di Graviton City che possiede incredibili poteri quali superforza e supervelocità, e deve tenerli sotto controllo grazie a due bracciali che porta sempre ai polsi. La sua migliore amica dai tempi dell'asilo è Shiiko (pronunciato come C-ko in inglese) Kotobuki, una ragazza innocente, allegra e sensibile. Al primo giorno di scuola succede l'imprevisto: Biko (B-ko) Daitokuji, un'altra alunna della classe, intelligentissima e proveniente da una famiglia estremamente ricca, si innamora di C-ko e cerca con ogni mezzo di rompere il legame tra le due ragazze. Questi mezzi includono l'assalto da parte della gigantesca Mari (una delle sottoposte di B-ko) e alcuni mecha costruiti dalla stessa B-ko, per terminare con una super-tuta (anche se non definibile tale, dato che copre il corpo poco più di quanto farebbe un bikini) che porta la sua forza a eguagliare quella di A-ko. Si scopre che la rivalità tra B-ko e A-ko, così come l'amicizia tra C-ko e A-ko, dura dai tempi dell'asilo, anche se quest'ultima non ricordava che la bambina che la tormentava sempre fosse B-ko.
Come se ciò non bastasse, la Terra è sotto la minaccia di una mastodontica astronave aliena proveniente da Alpha Cygni, che sta cercando da lungo tempo la principessa scomparsa della loro razza, tra l'altro composta quasi esclusivamente da umanoidi di sesso femminile (va notato che esse hanno anche inviato una bislacca spia, nome in codice D, a Graviton City): la principessa si scoprirà essere nientemeno che C-ko. Infatti, il meteorite visto a inizio film non era altro che il vascello su cui viaggiava C-ko.
Gli alieni attaccano Graviton City in cerca di C-ko, e una volta trovata la rapiscono: A-ko e B-ko, intente a combattersi in un lunghissimo duello, per una volta uniscono le forze e riescono a salire a bordo dell'astronave madre: dopo svariate peripezie, che includono anche un duello tra A-ko e "D" (che si scopre essere effettivamente una donna, per quanto brutta e gigantesca), C-ko viene salvata, gli alieni rimangono bloccati a Graviton City dopo la semi-distruzione dell'astronave e la rivalità tra A-ko e B-ko continua.

## Personaggi
A-ko (A子?) o Eiko Magami (摩神 英子?, Magami Eiko)
A-ko, una ragazza dai capelli rossi che sembra essere vicino invulnerabili a velocità sovrumana e forza, è l'eroina della serie e vive a Graviton City, Giappone. A-ko è generalmente cordiale, simpatico e allegro. Lei cerca di condurre una vita normale, e spende un sacco di tempo sui vestiti, un lavoro part-time e il romanticismo nei sequel. Tuttavia, lei ha un temperamento focoso. Ha anche un grande appetito e la tendenza a dormire troppo nei giorni di scuola. Lei e C-ko sono entrambi studenti di trasferimento per Graviton alta, ma l'usura uniforme marinaio in stile loro ex scuola per la maggior parte del film. Ha una figura atletica e folti capelli rossi che cade oltre le spalle. Per tutto il film, lei è vestita con l'uniforme della scuola (che più tardi divenne il di lei iconico tuta di battaglia), che è una camicetta middy bianco con un collare marinaio, sciarpa rossa, gonna blu, calze bianche al ginocchio, e scarpe nere. In Project A-Ko 4: Final, lei non apparirà nel resto del film fino a che non esplode fuori dal pavimento nella sua marinaio-adatto battaglia vestito durante il matrimonio.
B-ko (B子?) o Biko Daitokuji (大徳寺 美子?, Daitokuji Biko)
B-ko è ben noto a Graviton alta come la figlia di un magnate industriale locale. Un genio, si vede che vive lussuosamente, prendendo una limousine a scuola e avere diversi scagnozzi ammirando della sua classe. Anche se apparentemente calmo e in bilico in pubblico, rinviando all'autorità suoi docenti, B-ko è altera e fa di tutto per ottenere ciò che vuole. Il suo desiderio di rubare l'affetto di C-ko da A-ko si sviluppa in un'ossessione. Si dedica tutte le sue risorse per questo obiettivo, ma sconfiggendo A-ko sembra più importante per lei che in realtà vincere l'approvazione del C-ko.
C-ko (C子?) o Shiiko Kotobuki (寿 詩子?, Kotobuki Shiiko)
C-ko Kotobuki è il migliore amico di A-ko ed è dipesa da lei quando si sono incontrati nella scuola materna. Anche se la stessa età delle altre due ragazze, C-ko è meno maturo. In originale giapponese, si fa spesso riferimento a se stessa in terza persona. Anche se normalmente estremamente allegro, C-ko piange facilmente quando di fronte a disagio. Le piace cucinare, ma i risultati sono immangiabili.
Nel primo episodio della serie, C-ko si rivela essere la quarta principessa della Quinta Regina del Regno di Lepton Alpha Cygni, una gara tutta al femminile degli extraterrestri. Lei atterraggio di fortuna sulla Terra quando era un bambino, e il Lepton Unito ha cercato per lei da allora. Tuttavia, C-ko è interessata a sua ascendenza soprannaturale e vuole rimanere sulla Terra con A-ko.

## Cronologia della serie
1. Project A-ko (1986)
2. Project A-ko 2: Plot of the Daitokuji Financial Group (1987)
3. Project A-ko 3: Cinderella Rhapsody (1988)
4. Project A-ko 4: Final (1989)
5. Project A-ko Versus Battle 1: Grey Side (1990) (OAV)
6. Project A-ko Versus Battle 2: Blue Side (1990) (OAV)

## Curiosità
- Originariamente Project A-ko avrebbe dovuto essere un episodio della celebre serie di OAV hentai Cream Lemon, ma durante la produzione è stato deciso di renderlo un film per tutti. Quasi certamente l'idea dell'infatuazione di B-ko per C-ko era parte del progetto originario e avrebbe potuto precludere a un rapporto lesbico tra le due. L'unica scena che rimane del progetto originario è quella in cui B-ko fa il bagno nell'enorme piscina della sua villa e pensa a C-ko.
- Il titolo del film deriva da quello del film di Jackie Chan Project A (circolato in Italia con il titolo Operazione pirati), mentre gli inusuali nomi delle tre protagoniste sono un riferimento a una convenzione giapponese secondo cui in una sceneggiatura nel caso vi siano ragazze come extra esse sono indicate come A-ko, B-ko e C-ko, ovvero molto semplicemente ragazza A, ragazza B, ragazza C.
- Nella serie di film sono presenti numerosi riferimenti e parodie di celebri personaggi del fumetto e dell'animazione, giapponesi e non:
  - Da quello che si vede dei genitori di A-ko, essi sembrerebbero essere un omaggio a Superman e Wonder Woman, anche se non è chiaro se e come A-ko abbia ereditato i suoi poteri da loro.
  - Allo stesso modo il padre di B-ko assomiglia molto a Tony Stark, ovvero la vera identità di Iron Man.
  - Mari, la gigantessa che lavora per B-ko, è in tutto e per tutto una versione femminile di Ken il guerriero.
  - La signorina Ayumi, l'insegnante della classe delle tre ragazze, assomiglia molto a Creamy Mami.
  - Il capo alcolizzato degli alieni è quasi certamente una parodia di Capitan Harlock.
  - Il film che A-ko e C-ko vanno a vedere è una parodia del film d'animazione Harmagedon del 1983.
- Quando l'astronave aliena si avvicina all'atmosfera terrestre, alcune navicelle terrestri l'attaccano sparando missili. Alcuni di questi missili, guardando attentamente, sono in realtà lattine di Pepsi Cola.